# フェデラル・ファンド金利
フェデラル・ファンド金利（フェデラルファンドきんり、英: federal funds rate、FF金利、FFレート）とは、米国のフェデラル・ファンド市場の金利のこと。フェデラル・ファンド市場（FF市場）とは、米国の銀行が中央銀行に預けている預金（準備預金）を貸し借りする市場のこと。フェデラル・ファンド市場にて米国の銀行間で無担保でオーバーナイト（1営業日）で貸し借りを行い、資金融通している。日本の無担保コール翌日物金利に対応する。
実効フェデラル・ファンド金利（英: effective federal funds rate, EFFR、実効FF金利）とは、フェデラル・ファンド市場での金利を取引金額で重み付けした平均で、ニューヨーク連邦準備銀行が毎日9時頃に前日分を発表している。
米国の中央銀行である連邦準備銀行（設立の歴史的経緯から12行ある）の統括機関である連邦準備制度理事会（FRB）は、政策金利として、実効フェデラル・ファンド金利の誘導目標（英: federal funds target rate）を定めている。誘導目標の変更は連邦公開市場委員会（FOMC）で決定される。

## 概要
フェデラル・ファンドとは、米国の民間銀行が連邦準備銀行に預託をしている準備金をいう。フェデラル・ファンド金利とは、各市中銀行がフェデラル・ファンドの預託金額を維持するために資金を調達する短期金融市場の金利の事である。
市中銀行は義務づけられた準備金の金額を維持するために、資金が不足する場合は他の市中銀行から借りて調達する。また資金に余裕のある場合は、余裕のある資金を他の市中銀行に貸して利子を得ようとする。その市中銀行間の短期資金のやりとりの場である短期金融市場の実勢金利がフェデラルファンド金利と呼ばれるものである。連邦準備銀行は公開市場操作によってフェデラルファンド金利をFRBの決定した政策金利に誘導する。

## 近年のフェデラル・ファンド金利の誘導目標の変遷
金利推移はセントルイス連邦準備銀行の Federal Reserve Economic Data で見られる。
- 1990年7月13日の金利は8.0%だったが、1992年9月4日には3.0%まで下落した。
- 1992年9月4日の金利は3.0%だったが、1995年2月1日には6.0%まで上昇した。

### サブプライム住宅ローン危機
サブプライム住宅ローン危機による金融危機の影響から断続的に利下げが行われた。
- 2007年9月18日には世界的株安を阻止する措置として、5.25%から4.75%に緊急利下げが行われた。10月31日には4.50%、12月11日には4.25%に下げた。
- 2008年1月22日に3.5%に下げ、1月30日に3.0%、3月18日に2.25%、4月30日に2.0%、10月8日に1.5%（緊急利下げ）、10月29日に1.0%に下げた。
- 2008年12月17日には更に0.75%引き下げられて0.25%となった（誘導目標年0％〜0.25％）。米国史上初のゼロ金利政策。
- 2015年12月16日に0.25％～0.50％となった。2008年12月の利下げ以来およそ7年振りの政策金利変更になった。

### コロナショック
- 2020年3月3日に緊急利下げを行い、誘導目標を1.50～1.75%から1.00～1.25%に下げた。緊急利下げは2008年10月8日以来[4]。
- 2020年3月15日に緊急利下げを行い、誘導目標を1.00～1.25%から0.00～0.25%に下げた。2015年12月16日以来のゼロ金利政策を開始し、量的緩和政策も復活させた[5]。
- 2022年3月16日に利上げを行い、誘導目標を0.25～0.50%に上げ、ゼロ金利政策が終了した[6]。2021年3月以降、消費者物価指数の前年比上昇率は目標の2%を超えていたが、FRBはこれを一時的な現象と予想していたが、その予想が外れ、2021年11月30日に撤回し[7]、利上げへと方向を切り替えた。
- 2022年5月4日に利上げを行い、誘導目標を0.75～1.00%に上げた。一度に0.5%上げるのは2000年5月以来。2022年6月から量的引き締めを開始し、2022年6月～8月は毎月475億ドル（国債を300億ドル、住宅ローン担保証券を175億ドル）、2022年9月以降は毎月最大950億ドル（国債を600億ドル、住宅ローン担保証券を350億ドル）圧縮する。国債は市場では売却せずに、償還を迎えた際に再投資しない方法をとる[8][9]。
- 2022年6月15日に利上げを行い、誘導目標を1.50～1.75%に上げた。一度に0.75%上げるのは1994年11月以来。2022年5月の消費者物価指数の前年比上昇率が8.6%と1981年以来の高い伸びだったため、一気に利上げを行った[10][11]。
- 2022年7月27日に利上げを行い、誘導目標を2.25～2.50%に上げた。再び0.75%上げた。2022年6月の消費者物価指数の前年比上昇率は9.1%だった。FRB議長は「米国が景気後退下にあるとは考えていない」と記者会見で述べたが、翌日発表した実質GDP成長率は年率-0.9%で、2四半期連続マイナスだったため、テクニカル・リセッション（景気後退）となった。ただし、実際に景気後退かどうかを判定するのは米国では全米経済研究所である[12][13][14]。
- 2022年9月21日に利上げを行い、誘導目標を3.00～3.25%に上げた。3回連続0.75%上げた。2022年8月の消費者物価指数の前年比上昇率は8.3%だった。[15]
- 2022年11月2日に利上げを行い、誘導目標を3.75～4.00%に上げた。4回連続0.75%上げた。2022年9月のエネルギーと食品を除いたコア消費者物価指数の前年比上昇率は6.6%で1982年8月以来の高さだった。[16][17]

### チャート

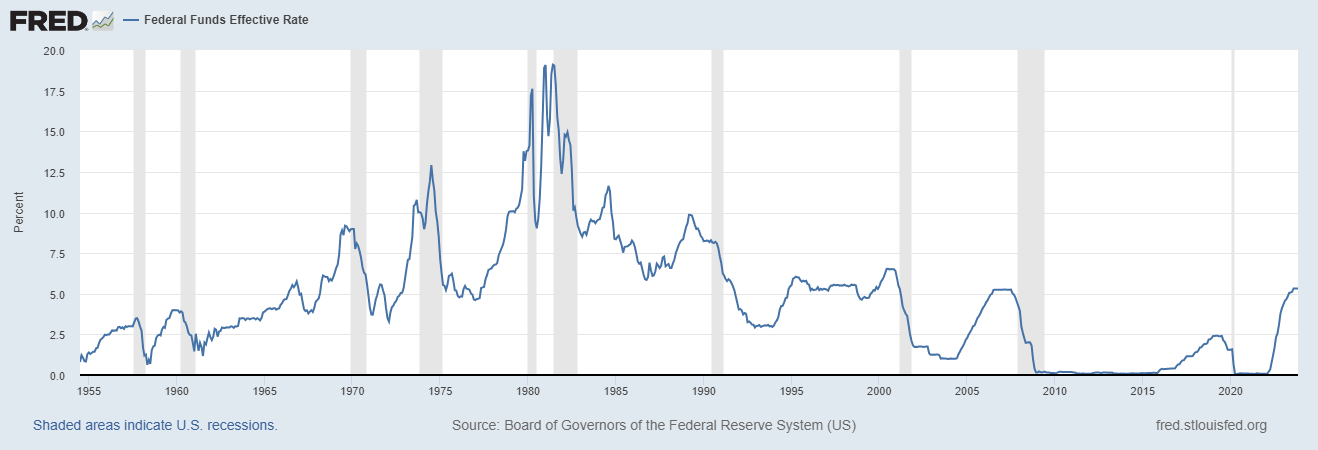
実効フェデラル・ファンド金利の1954年からのチャート

## 参照
1. 1 2  フェデラル・ファンド（FF）市場およびFFレート（FF金利）入門－金融危機以降のFF市場および「最後の貸し手」機能の変遷について－ : 財務省
2. ↑  Effective Federal Funds Rate - FEDERAL RESERVE BANK of NEW YORK
3. 1 2  Federal Funds Effective Rate | FRED | St. Louis Fed
4. ↑  “FRBが0.5%緊急利下げ　市場安定へ追加緩和の余地”. 日本経済新聞. (2020年3月4日)
5. ↑  “FRBが1%緊急利下げ　ゼロ金利に、量的緩和も再開”. 日本経済新聞. (2020年3月16日)
6. ↑  “再送ＦＲＢが利上げ転換、3年ぶり0.25％　インフレ抑制へ積極姿勢”. ロイター. (2022年3月17日)
7. ↑  “FRB議長、インフレ「一時的」を撤回　緩和縮小終了急ぐ”. 日本経済新聞. (2021年12月1日)
8. ↑  “ＦＲＢが0.50％利上げ、資産圧縮6月開始　インフレ抑制急ぐ”. ロイター. (2022年5月5日)
9. ↑  “FRB、22年ぶり0.5%利上げ　「量的引き締め」も決定”. 日本経済新聞. (2022年5月5日)
10. ↑  “コラム：ＦＲＢの「柔軟な物価目標」、わずか2年で自ら幕引き”. ロイター. (2022年6月16日)
11. ↑  “FRB、0.75%利上げ決定　インフレ抑制へ27年ぶり上げ幅”. 日本経済新聞. (2022年6月16日)
12. ↑  “FRB、0.75%利上げを連続実施　インフレ抑制を優先”. 日本経済新聞. (2022年7月28日)
13. ↑  “FRB議長「米国は景気後退下にはない」　会見要旨”. 日本経済新聞. (2022年7月28日)
14. ↑  “米、2四半期連続マイナス成長　4～6月のGDP0.9%減”. 日本経済新聞. (2022年7月28日)
15. ↑  FRB、3回連続の0.75%利上げ　年末4.4%で景気に試練: 日本経済新聞
16. ↑  FRB、0.75%利上げ　減速示唆も到達水準は「より高く」: 日本経済新聞
17. ↑  米物価、9月8.2%上昇　エネ・食品除くと40年ぶり水準: 日本経済新聞